# Ellebach
Der Ellebach, im Volksmund sowie in offiziellen Straßennamen auch Ellbach oder (die) Elle genannt, ist ein 33,6 km langer rechter Zufluss der Rur im nordrhein-westfälischen Kreis Düren.

## Name
Die Ersterwähnung des Ortes Ellen als Alina lässt den ursprünglichen Namen erahnen. Der Sprachwissenschaftler Albrecht Greule geht von einer vorgermanischen oder keltischen Form *Olenā/*Olinā aus, was sich von der keltischen Silbe *el- (= 'antreiben') herleitet.

## Geographie

### Verlauf
Der Ellebach entspringt auf dem ehemaligen Truppenübungsplatz Drover Heide in der Gemeinde Kreuzau. Seine Quelle liegt südlich des Kreuzauer Ortsteils Stockheim. Von dort an fließt er meist nord- bis nordwestwärts unter anderen über Merzenich und Niederzier nach Jülich, wo er in die Rur mündet.

### Einzugsgebiet
Das 104,7 km² große Einzugsgebiet des Ellebachs wird durch ihn über die Rur, die Maas und das Hollands Diep zur Nordsee entwässert.

### Zuflüsse
Von der Quelle zur Mündung. Auswahl.
- Kesselgraben (links), 1,1 km
- Schäfersgraben (links)
- Teufelsgraben (links)
- Hühnerbach (rechts), 4,6 km
- Hansgraben (links), 0,9 km
- Fließ an den fünf Weihern (rechts), 1,7 km
- Mehlisgraben (rechts in den rechten Nebenarm Stetternicher Mühlengraben), 1,2 km
- Krauthausen-Jülicher Mühlenteich (links), ca. 10 km (Abzweig der Rur)
- Iktebach (links), 9,9 km

### Orte
Am Ellebach liegen diese Ortschaften im Kreis Düren:
- Stockheim
- Rommelsheim
- Binsfeld
- Merzenich
- Arnoldsweiler
- Ellen
- Oberzier
- Niederzier
- Hambach
- Stetternich
- Jülich

## Verschmutzung
In den Ellebach wurden in den 1970er Jahren von einer der Jülicher Papierfabriken Abwässer eingeleitet.

## Namensgeber
In den Ortschaften Rommelsheim, Niederzier und Jülich gibt es jeweils eine nach dem Gewässer benannte Ellbachstraße.
In Merzenich und in Jülich gibt es Straßen des Namens An der Elle.

## Galerie

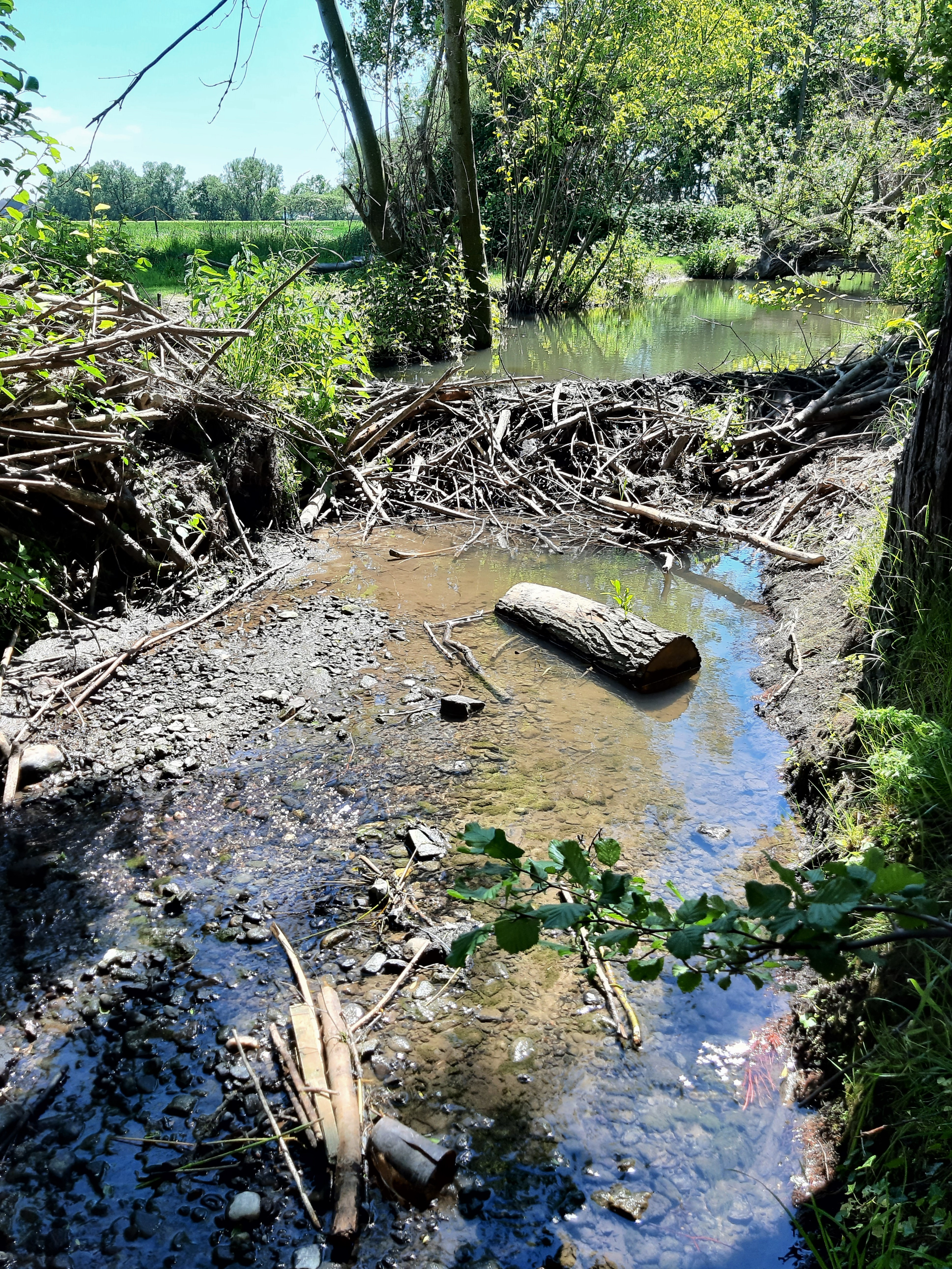
Zwischen Niederzier und Hambach: Aufstauung durch einen Biberdamm
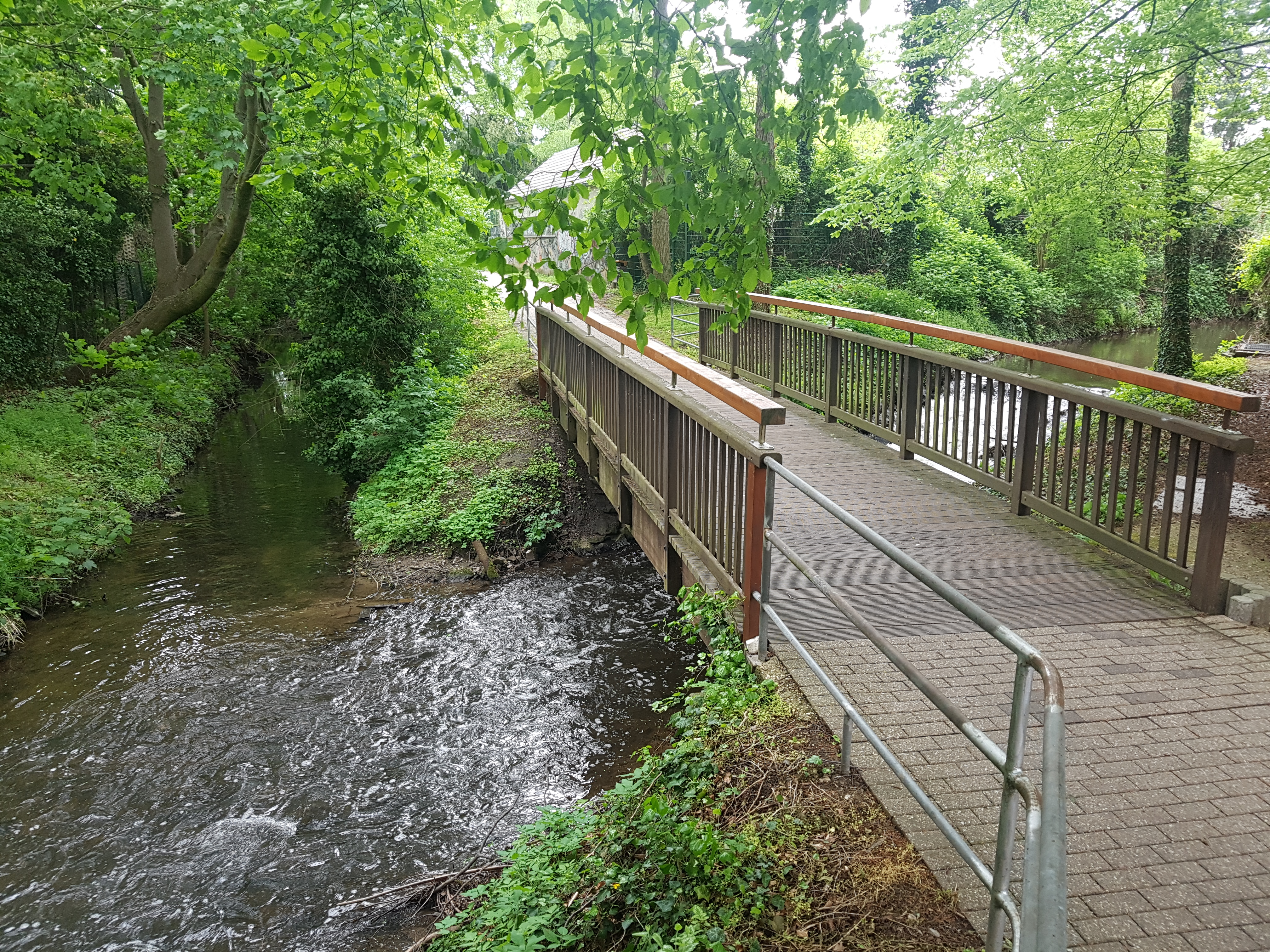
Jülich: Kleiner Wasserfall und Mündung des Krauthausen-Jülicher Mühlenteichs (rechts) in den Ellebach
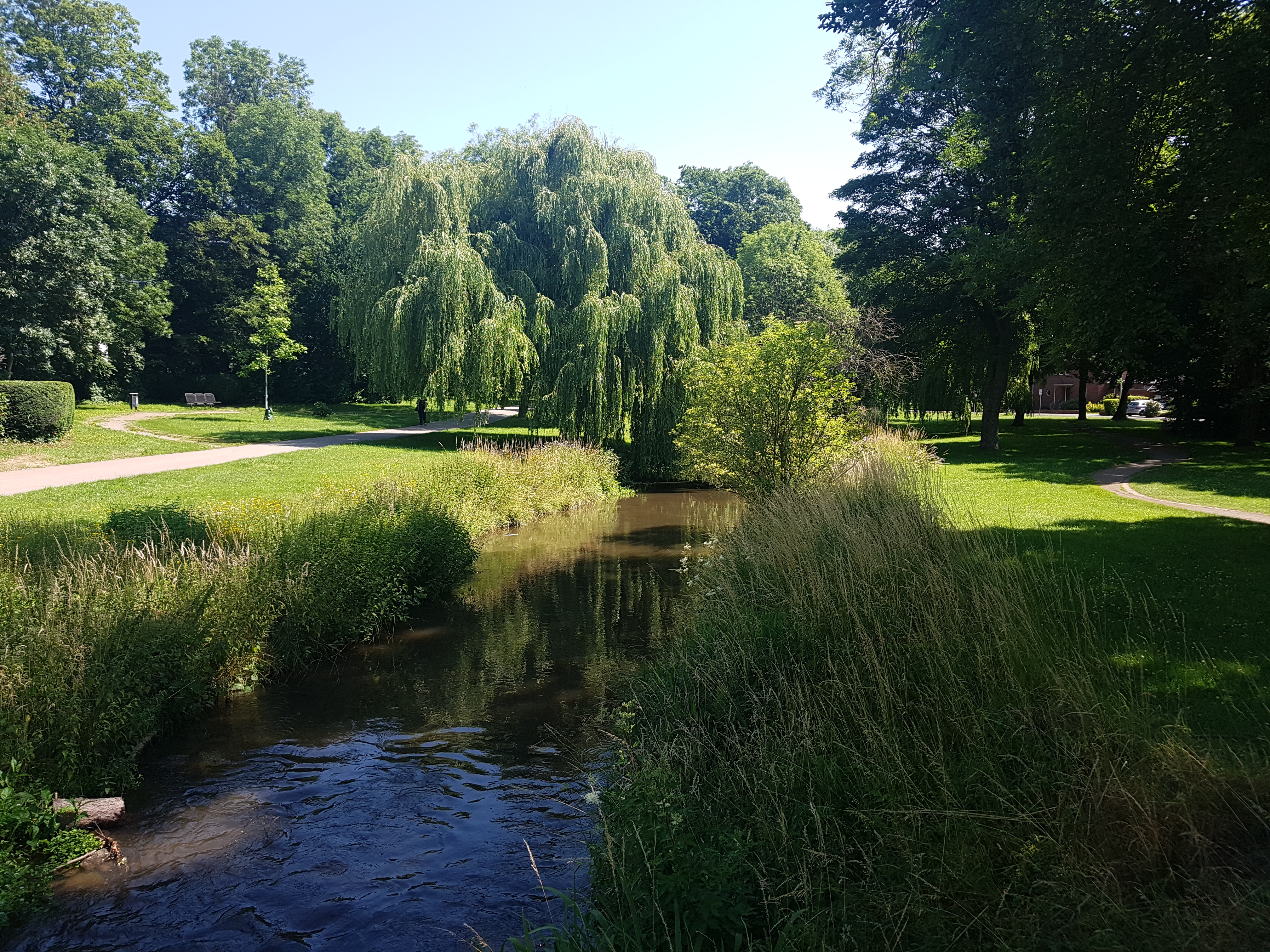
Jülich: Ellbach im Bereich der Promenade kurz vor dem Hallenbad
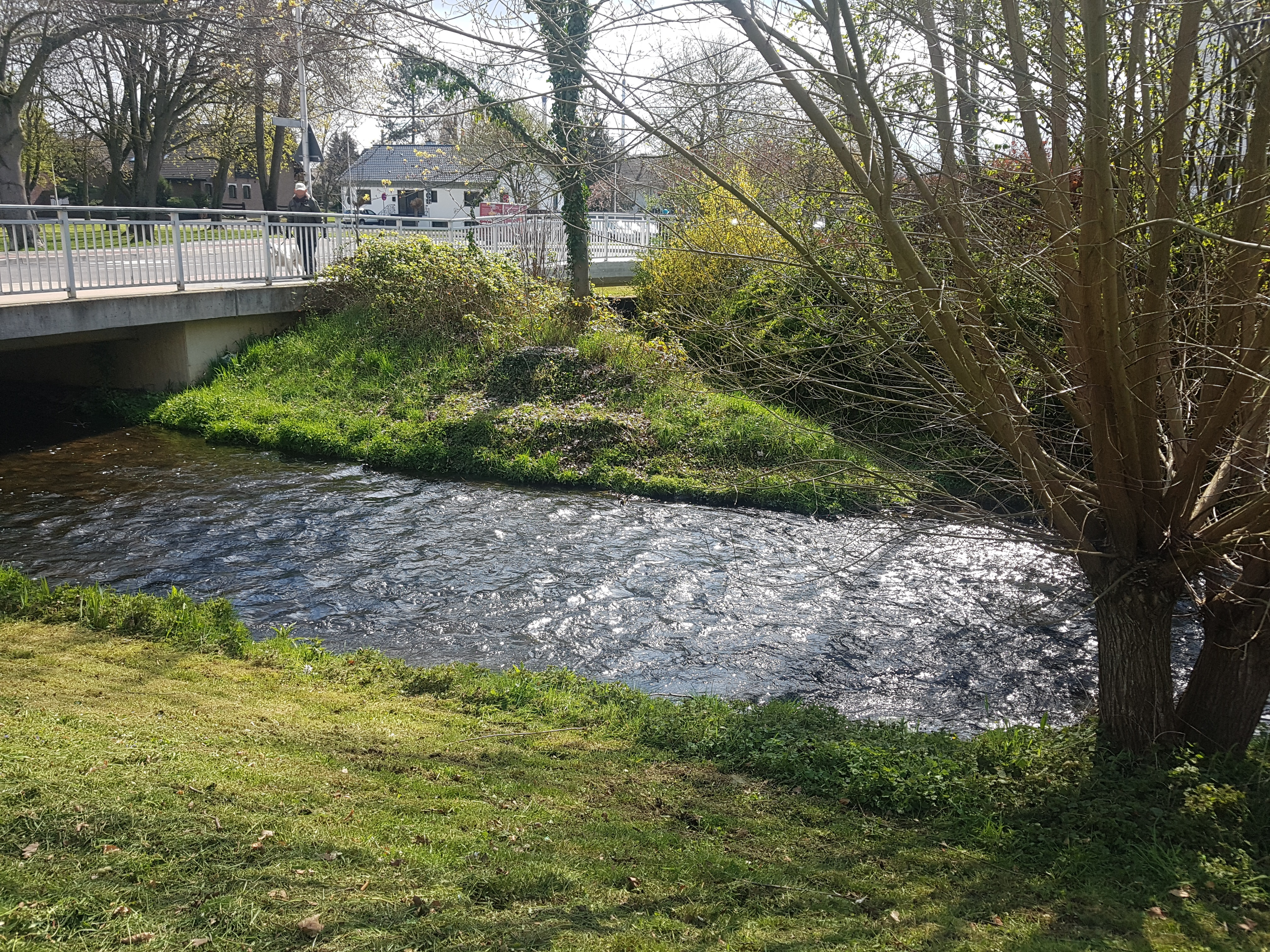
Jülich: Mündung des (derzeit meist trockenen) Iktebachs (hinten) in den Ellebach (vorne)